# والفلوریانا
والفلوریانا (به ایتالیایی: Valfloriana) یک کومونه در ایتالیا است که در ترنتینو واقع شده‌است.

## خصوصیات
والفلوریانا ۳۹٫۴ کیلومترمربع مساحت و ۵۳۸ نفر جمعیت دارد.